# Indomita Salerno
L'Indomita Salerno è una società pallavolistica maschile italiana con sede a Salerno.

## Storia
Fondata nel 1950 da Matteo Senatore, che ne è stato per decenni il papà e cuore pulsante, dopo aver militato dal 1979 al 1981 nel campionato di A2, vi è ritornata anche a metà anni ottanta e fine anni novanta, disputando in totale 11 campionati in Serie A2. Ha disputato, inoltre, numerosi campionati in Serie B1 e B2.
Nella stagione 2006/07 l'Indomita Salerno ha deciso di abbandonare il campionato di B2 per dedicarsi al campionato di serie C.